# 罗穆亚尔德·穆克列维奇
罗穆亚尔德·阿达莫维奇·穆克列维奇（俄语：Ромуа́льд Ада́мович Мукле́вич，1890年11月25日—1938年2月9日）他是波兰人，他是苏联军事和海军高级将领，参加过二月革命、十月革命，之后他是国防工业副人民委员，曾参与制定海军发展计划。1937年遭到逮捕。1938年被枪杀。1956年平反。